# Whiddy Island
Whiddy Island (irisch: Oileán Faoide) ist eine Insel vor dem Ort Bantry am Ende der Bantry Bay, im County Cork in Irland. Sie ist etwa 5,5 km lang und 2 km breit. Küstennah vorgelagert schirmt Whiddy Island den Hafen von Bantry gegen die See ab. Die Insel wird vom Bantry Pier aus von einer Fähre angelaufen. 
Noch 1880 hatte die Insel eine Wohnbevölkerung von rund 450 Personen, die sich vor allem von der Fischerei und der kleinbäuerlichen Landwirtschaft ernährten. Derzeit besteht die Bevölkerung aus 20 Menschen (Stand 2011), aber es gibt in der Saison viele Touristen. 
In den letzten beiden Monaten des Ersten Weltkriegs waren US-amerikanische Flugzeuge auf der Insel stationiert. 

## Betelgeuse- oder Whiddy Island Desaster
Im Hafen können Großschiffe und Supertanker vor Anker gehen. Auf Whiddy Island befindet sich ein großer Ölterminal. Am 8. Januar 1979 explodierte dort der französische Tanker Betelgeuse. Das Ereignis ging als „Betelgeuse Desaster“ oder „Whiddy Island Desaster“ in die Annalen ein. Bei dem Unglück kamen 50 Menschen ums Leben, auch die Auswirkungen auf die Umwelt waren gewaltig. Obwohl die landseitigen Lagertanks unbeschädigt blieben, wurde der Ölhafen zunächst geschlossen. Heute sind die Tanks wieder als Ölzwischenlager in Betrieb (Stand 2007).